# تردودر
تردودر (به فرانسوی: Tréduder) یک کمون در فرانسه است که در Canton of Plestin-les-Grèves واقع شده‌است.

## خصوصیات
تردودر ۴٫۸۰ کیلومترمربع مساحت و ۱۹۴ نفر جمعیت دارد.